# Kanstantsín Siutsou
Kanstantsín Siutsou, en bielorruso Канстанцін Сіўцоў y también conocido como Kanstantsin Sivtsov por la transliteración inglesa, (Gomel, 9 de agosto de 1982) es un ciclista bielorruso.
Debutó como profesional el año 2001 de mano del equipo ruso Itera. Hasta la fecha, su victoria más destacada la consiguió en el Giro de Italia 2009, al vencer en la octava etapa con final en Bérgamo. Se impuso llegando a meta en solitario después de mantener un pulso con el pelotón, al escaparse a 15 km de meta. Aventajó al grupo encabezado por ilustres como Edvald Boasson Hagen, Danilo Di Luca o Michael Rogers en 21 segundos.
El 5 de septiembre de 2018 se informó que dio positivo por EPO en un control realizado el 31 de julio de 2018 fuera de competición. Su equipo en ese momento, el Bahrain Merida, le suspendió provisionalmente hasta que se resolviera el asunto. Finalmente, el 23 de junio de 2020 fue sancionado con cuatro años de suspensión, hasta el 4 de septiembre de 2022.

## Palmarés
| 2002 - 2.º en el Campeonato de Bielorrusia Contrarreloj - 3.º en el Campeonato de Bielorrusia en Ruta 2003 - 3.º en el Campeonato de Bielorrusia Contrarreloj - 2.º en el Campeonato de Bielorrusia en Ruta 2004 - Campeonato Mundial en Ruta sub-23 - Gran Premio Folignano 2006 - Campeonato de Bielorrusia en Ruta - 1 etapa de la Carrera de la Paz 2008 - Tour de Georgia, más 1 etapa 2009 - 1 etapa del Giro de Italia | 2011 - Campeonato de Bielorrusia Contrarreloj - 2.º en el Campeonato de Bielorrusia en Ruta 2013 - 1 etapa del Giro del Trentino - Campeonato de Bielorrusia Contrarreloj 2014 - Campeonato de Bielorrusia Contrarreloj 2016 - Campeonato de Bielorrusia Contrarreloj - Campeonato de Bielorrusia en Ruta 2018 - Tour de Croacia, más 1 etapa - 3.º en el Campeonato de Bielorrusia Contrarreloj |

## Resultados en Grandes Vueltas y Campeonatos del Mundo
Durante su carrera deportiva consiguió los siguientes puestos en las Grandes Vueltas y en los Campeonatos del Mundo en Carretera:
| Carrera              | Carrera              | 2001 | 2002 | 2003 | 2004 | 2005 | 2006 | 2007 | 2008 | 2009 | 2010 | 2011  | 2012 | 2013 | 2014 | 2015 | 2016 | 2017 | 2018 |
| -------------------- | -------------------- | ---- | ---- | ---- | ---- | ---- | ---- | ---- | ---- | ---- | ---- | ----- | ---- | ---- | ---- | ---- | ---- | ---- | ---- |
|                      | Giro de Italia       | —    | —    | —    | —    | —    | —    | —    | Ab.  | 12.º | —    | 9.º   | —    | 37.º | Ab.  | 26.º | 10.º | 35.º | —    |
|                      | Tour de Francia      | —    | —    | —    | —    | —    | —    | 32.º | 16.º | —    | 39.º | —     | Ab.  | 90.º | —    | —    | —    | —    | —    |
|                      | Vuelta a España      | —    | —    | —    | —    | —    | —    | —    | —    | —    | 38.º | Ab.   | —    | —    | 43.º | —    | —    | —    | —    |
| Mundial en Ruta      | Mundial en Ruta      | —    | —    | —    | —    | Ab.  | 56.º | 61.º | —    | 56.º | 33.º | 168.º | —    | Ab.  | Ab.  | 60.º | Ab.  | —    | —    |
| Mundial Contrarreloj | Mundial Contrarreloj | —    | —    | —    | —    | —    | —    | —    | —    | —    | 30.º | —     | —    | 10.º | 42.º | 27.º | 32.º | —    | —    |

—: no participa

Ab.: abandono

## Equipos
- Itera (2001-2002)
- Lokomotiv (2003)
- Fassa Bortolo (2005)
- Acqua & Sapone-Caffè Mokambo (2006)
- Barloworld (2007)
- Columbia/HTC (2008-2011)
  - Team Columbia (2008)
  - Team Columbia-HTC (2009)
  - Team HTC-Columbia (2010)
  - HTC-Highroad (2011)
- Sky (2012-2015)
  - Sky Procycling (2012-2013)
  - Team Sky (2014-2015)
- Dimension Data (2016)
- Bahrain Merida (2017-2018)